# 2006 TK121
2006 TK121, também escrito como 2006 TK121, é um objeto transnetuniano que está localizado no Cinturão de Kuiper, uma região do Sistema Solar. Ele possui uma magnitude absoluta de 8,1 e tem um diâmetro estimado com 106 km.

## Descoberta
2006 TK121 foi descoberto no dia 15 de outubro de 2006.

## Órbita
A órbita de 2006 TK121 tem uma excentricidade de 0,209 e possui um semieixo maior de 38,385 UA. O seu periélio leva o mesmo a uma distância de 30,359 UA em relação ao Sol e seu afélio a 46,411 UA.